# Confessioni di una spia nazista
Confessioni di una spia nazista (Confessions of a Nazi Spy) è un film del 1939 diretto da Anatole Litvak.

## Distribuzione
Venne distribuito nelle sale statunitensi il 6 maggio 1939 dopo l'anteprima avvenuta a Beverly Hills il 27 aprile. In Italia venne bandito e non uscì mai nei cinema; l'edizione italiana venne presentata molti anni più tardi per la televisione.